# Deeper and Deeper
A Deeper and Deeper című dal az amerikai énekesnő Madonna második kimásolt kislemeze ötödik Erotica című stúdióalbumáról. A dalt Madonna és Shep Pettibone írta és készítette, valamint Anthony Shimkin is részt vett a munkálatokban. A dalt a Maverick Records jelentette meg 1992. november 17-én. A dal rövid változata felkerült Madonna második válogatásalbumára, a GHV2-re 2001-ben. A "Deeper and Deeper" egy táncorientált dal, melyben akusztikus gitárok és kasztanyetta szerepel. Lírai módon a dal a szexuális vágyról szól, bár vitatják azt, hogy valójában egy homoszexuális férfiről szól.
A dalt a zenekritikusok pozitívan értékelték, és Madonna egyik legerősebb diszkó ihletésű dalának nevezték, mely frissítő táncorientált dal volt. A dal kereskedelmileg is sikeres volt, az amerikai Billboard Hot 100-as listán a 7. helyezést érte el, és több országban is sikeres volt, többek között Belgiumban, Kanadában, Dániában, Finnországban, Írországban, Új-Zélandon, és az Egyesült Királyságban is, ahol Top 10-es volt.
A dalhoz készült klipet Bobby Woods rendezte, melyet Andy Warhol és Luchino Visconti olasz rendező tiszteletére szántak. A filmben lévő Madonna Edie Sedgwick karakterébe bújik, aki elmegy egy éjszakai klubba, hogy találkozzon barátaival. A dalt Madonna három koncertturnéján adta elő. Legutóbb a 2015–2016-os Rebel Heart Tour részeként.

## Előzmények

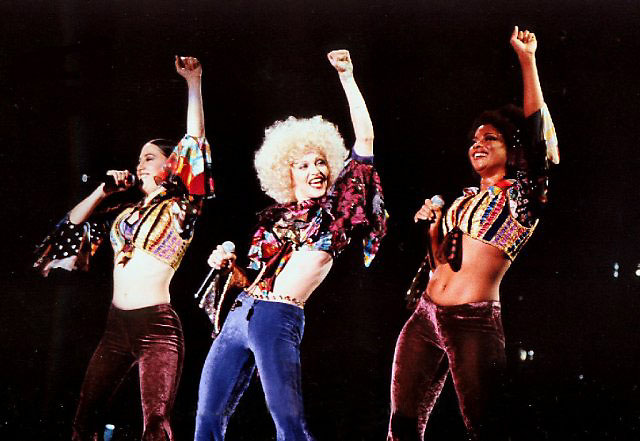
Madonna és háttérénekesei Donna De Lory, és Niki Harris az 1993-as The Girlie Show világturnén a "Deeper and Deeper" előadása közben.

1992-ben Madonna megalapította saját multimédiás szórakoztató cégét a Maverick-et, mely egy lemezkiadóból (Maverick Records), illetve egy filmgyártó cégből áll (Maverick Films), valamint társult zenei kiadói, televíziós műsorszóró, könyvkiadási és értékesítési részlegekből áll. A vállalkozás első két projektje az ötödik stúdióalbuma, az Erotica volt, illetve a Madonnát ábrázoló Sex című fényképalbum. Az albumot Madonna elsősorban Shep Pettibone producerrel hozta létre. Pettibone először az 1980-as években kezdett el együtt dolgozni Madonnával, és számos kislemezének remixét készítette el. Pettibone mellett André Betts producer is közreműködött, aki korábban a Justify My Love című dal társszerzője is volt, amely Madonna válogatás lemezén a The Immaculate Collection-on szerepelt.  Madonna azt mondta, hogy érdekli a Pettibone és Betts közös munkája, mivel zenei stílusuk és zenei megközelítésük szempontjából a spektrum másik végéből származnak, azonban mindketten kapcsolódnak az utcához, és még mindig fiatalok és éhesek a zenére.
Pettibone szerint Madonna az Icon magazinban megjelent "Erotica Diaries" című cikkében arról írtak, hogy  Pettibone négy dalt vett fel szalagra, melyet Madonna meghallgatott, mielőtt Chicagoba utazott volna,  a "A League of Their Own" című filmforgatásra. A dalok tetszettek neki, majd a forgatás befejezése után Madonna New York-ban találkozott Pettibone-val, hogy 1991 novemberében elkezdjék a közös munkát. Az ütemtervük eleinte szórványos volt. Egy hétig voltak a stúdióban, aztán két héten át Steven Meisel-vel dolgozott a Sex könyvön. Időnként találkozott André Betts-szel is. Az első dal, melyet Madonna és Pettibone elkészített, az Erotica volt, aztán a "Deeper and Deeper", és a Rain. Míg Madonna a dalszövegeken dolgozott, Pettibone a zenét írta. Madonnának nem tetszett a dal, amelyet rögzített. Azt akarta, hogy az Erotica olyan legyen, mintha a harlemi sikátorban vették volna fel, mely nem volt könnyű feladat Madonna hangja végett, mondta Pettibone. A "Deeper and Deeper" első felvett változata nem volt jó, így különböző variációkat próbáltak ki, de végül Madonna azt akarta, hogy a dal közepén legyen egy flamenco gitárszóló. Pettibone így emlékezett erre:

A "Deeper and Deeper" egyike volt azoknak a dalokban, amellyel mindig is problémája volt. A dal közepe nem volt megfelelő. Kipróbáltunk különböző dolgokat, és változtatásokat, de nem működött semmi. Végül Madonna azt akarta, hogy a dal közepén legyen egy flamenco gitár, amely hangosan szól. Nem tetszett a gondolat, hogy egy Philly house dalt készítsek, és a La Isla Bonita szerű gitárszólót tegyem a dalba. De ő ezt akarta, hát megkapta. 

## Összetétel
A "Deeper and Deeper" című dalt Madonna, Shep Pettibone, és Anthony Shimkin írta. A produceri munkálatokat Madonna és Pettibone látta el. A dalt a New York-i Sound Works Stúdióban vették fel. A közreműködő személyzet között Pettibone is részt vett, billentyűs hangszereken játszott, és a dal programozását is ő végezte Shimkin-nel. Paul Pesco gitáron közreműködött, míg Dennis Mitchell és Robin Hancock a felvételvezetők voltak a felvétel során. A keveréseket George Karras végezte. A háttérénekesek Niki Haris, és Donna De Lory voltak. A "Deeper and Deeper" egy disco ihletésű dal, amely a szexuális megszállottságról szól. Dan Cadan a 2001. évi GHV2 összeállítás belső jegyzeteiben szereplő szöveg szerint a dal egy meleg fiatalemberről szól. "'I can't help falling in love, I fall deeper and deeper the further I go', he sings as he disappears deep into the dark shaft". A dal azzal kezdődik hogy Madonna ismétli a Deeper and Deeper szavakat. A bevezetőben a  "when you know the notes to sing you can sing most anything" szöveg a Muzsika hangjában lévő Do-Re-Mi-re utal. A dalban disco szintetizátor hangok is találhatóak, valamint kis Philly house beütések, flamenco gitár. Az Alfred Publishing Inc. által kiadott kották szerint a dal 120 BPM / perc ütemű, mely C-mollban íródott. Madonna hangja F 13 és G között helyezkedik el. A dal alapszintje G 7 -Cm 7 / G akkord progresszió. A dal vége felé Madonna idéz korábbi Vogue című slágerének soraiból:  "You got to just let your body move to the music/You got to just let your body go with the flow". Georges Claude Guilbert a Madonna Postmodern Myth szerzője szerint a "Vogue" idézet javítja a dal végét, a végső posztmodern csavarban.

## Kritikák
Megjelenésekor a "Deeper and Deeper" általános kritikát kapott a zenekritikusoktól. J. Randy Taraborrelli, a Madonna: An Intimate Biography szerzője megjegyezte, hogy a "Deeper and Deeper" egy változó ütemű dal. A dalban lévő house groove-ok a tradicionális New York-i klubokra jellemzőek. A Rolling Stone magazintól Arion Berger szerint az album a disco hangulatok pillanatát idézi, hozzátéve, hogy érzelmi rezonanciát áraszt. Az Erotica album áttekintése során Cinquemani azt írta, hogy a dal az "Erotica" album azon kevés dalának egyike volt, amelyek nem sújtották, vagy tompították el Pettibone gazdag produkcióját. Hozzátette továbbá, hogy a dal mai is ugyanolyan jól hangzik, mint egy évtizeddel ezelőtt. 2011-ben a Slant magazin a dalt a 33. helyre sorolta saját "The 100 Best Singles of the 1990s" albumán.
A Gay Star News a dalt a 11. helyre helyezte saját "The Definitive Ranking of Madonna's Top 55 Songs" listáján, melyről Joe Morgan azt írta: "Nem csak fertőző, és magával ragadó, de a legjobb tánc himnusz, melynek dalszövegei egy fiúról szólnak, aki elfogadja homoszexualitását. A Q magazin kritikusa Phil Sutcliffe a dalt az album legnagyobb meglepetésének nevezte, és azt érezte, hogy a dal egy tisztelgés Kylie-nak. Stephen Thomas Erlewine az AllMusic-tól úgy gondolta, hogy a dal a Rain mellett a "Deeper and Deeper" Madonna legjobb és legteljesebb zenéinek egyike. Matthew Jacobs a The Huffington Post-tól a dalt a 35. helyre helyezte saját Madonna kislemezeinek listáján. A The Baltimore Sun-tól J.D. Considine úgy vélte, hogy a dal egy olyan hagyományos klub dal, mely kirobbanó, és legalább olyan sikeres, mint a legtöbb Madonna kislemez. Az Erotica album hallgatása közben Paul Verna a Billboard-tól úgy nyilatkozott, hogy a dal egy játékos diszkó privitizmus. Az Entertainment Weekly-től David Browne úgy jellemezte a dalt, hogy olyan, mint amikor egy expressz vonat száguld hajnali 4 órakor. Charlotte Robinson a PopMatters.com oldaláról pozitív véleménnyel volt a dal iránt, melyről azt írta, hogy a dal kissé robotikus, mely egy nagyszerű pop dal arról, mennyire fontosak "anya és apa tanácsai".

## Sikerek
A "Deeper and Deeper" 1992. december 5-én debütált a Billboard Hot 100 38. helyen, majd 1993. január 3-án a 7. helyre sikerült jutnia. A dal a Hot Dance Club Play lista 2. helyezést érte el. A Billboard Hot 100-as év végi összesített listán a dal a 66. helyezést érte el. Kanadában a dal az RPM Top Singles kislemezlistán az 5. helyen debütált 1993. január 23-án, majd három hét elteltével a 2. helyre került február 13-án. A dal az RPM Adult Contemporary listán is helyezést ért el, ott a 35. helyezett lett. Az RPM összesített 1993-as év végi listáján a 34. helyen szerepelt a dal.
A dal az Egyesült Királyság kislemezlistáján a 6. helyezést érte el 1992. december 12-én, és 9 héten át volt helyezett a listán. 2008 óta a kislemezből több mint 136.000 példányt értékesítettek az országban. Ausztráliában a "Deeper and Depper" az ARIA kislemezlistán a 11. helyen szerepelt az 1992. december 13-i héten. Ebben a pozícióban összesen három hétig tartózkodott, a listán pedig 10 héten keresztül volt helyezés. Franciaországban az egyetlen kislemez volt az Erotica albumról, mely a SNEP kislemezlista 17. helyén szerepelt. Ebben a pozícióban egy hétig volt helyezett, összesen pedig 7 héten keresztül szerepelt a listán. Ausztráliában a 30. helyezést érte el a dal, más országokban pedig, úgy mint Belgium, Írország, Új-Zéland Top 10-es volt a toplistákon.

## Videóklip
A "Deeper and Deeper" videoklipjét 1992. november 7-8-án készítették a Ren-Mar Stúdióban, és a hollywoodi Roxbury éjszakai klubban. A klipet Bobby Woods rendezte. A videót Andy Warhol amerikai művész, és az olasz Luchino Visconti rendező tiszteletének áldozták. George Claude Guilbert a Madonna Postmodern Myth című könyvében az alábbiakat írta:

Madonna egyszerre tiszteleg Warhol és Visconti felé. A klip a 30-as évektől egészen a 60-as évek, és a 70-es évek hangulatát idézi. Isadora Duncan-t, és Dita Parlo-t, valamint Ingrid Thulint eleveníti fel az 1969-es La caduta degli dei (The Damned) című filmből, de újjáéled az 1968-as Flesh és az 1970-es Trash című filmek underground hangulata is a klipben. De felevelenedik John Travolta Saturday Night Fever című 1977-es filmjének hangulata is. A disco tükörgömbök a 30-as évek és a 70-es évek hangulatát idézik.

## Számlista
| - US / Japan 3" / 7" single 1. "Deeper and Deeper" (Album Edit) – 4:54 2. "Deeper and Deeper" (Instrumental) – 5:31 - UK / European / Australian CD single 1. "Deeper and Deeper" (Album Edit) – 4:54 2. "Deeper and Deeper" (Shep's Deep Makeover Mix) – 9:09 3. "Deeper and Deeper" (David's Klub Mix) – 7:40 4. "Deeper and Deeper" (Shep's Classic 12") – 7:27 5. "Deeper and Deeper" (Shep's Fierce Deeper Dub) – 6:01 6. "Deeper and Deeper" (Shep's Deep Beats) – 2:57 - US 12" / Cassette maxi-single/ UK 12" Picture Disc / Germany 12" maxi-single 1. "Deeper and Deeper" (Shep's Classic 12") – 7:25 2. "Deeper and Deeper" (Shep's Deep Makeover Mix) – 9:09 3. "Deeper and Deeper" (Shep's Deep Beats) – 2:57 4. "Deeper and Deeper" (David's Klub Mix) – 7:38 5. "Deeper and Deeper" (David's Love Dub) – 5:35 6. "Deeper and Deeper" (Shep's Deeper Dub) – 6:08 | - US CD maxi-single 1. "Deeper and Deeper" (Album Edit) – 4:54 2. "Deeper and Deeper" (Shep's Deep Makeover Mix) – 9:09 3. "Deeper and Deeper" (David's Klub Mix) – 7:40 4. "Deeper and Deeper" (Shep's Classic 12") – 7:27 5. "Deeper and Deeper" (Shep's Fierce Deeper Dub) – 6:01 6. "Deeper and Deeper" (David's Love Dub) – 5:39 7. "Deeper and Deeper" (Shep's Deep Beats) – 2:58 - Japanese/Australian CD Single / EP 1. "Deeper and Deeper" (Shep's Deep Makeover Mix) – 9:09 2. "Deeper and Deeper" (David's Klub Mix) – 7:38 3. "Deeper and Deeper" (Shep's Classic 12") – 7:25 4. "Deeper and Deeper" (Shep's Fierce Deeper Dub) – 5:58 5. "Deeper and Deeper" (David's Love Dub) – 5:37 6. "Deeper and Deeper" (Shep's Deep Beats) – 2:57 7. "Bad Girl" (Extended Mix) – 6:29 8. "Erotica" (Kenlou B-Boy Instrumental) – 5:54 9. "Erotica" (Underground Tribal Beats) – 3:30 10. "Erotica" (WØ Dub) – 4:53 11. "Erotica" (House Instrumental) – 4:49 12. "Erotica" (Bass Hit Dub) – 4:47 |

## Közreműködő személyzet
- Madonna  – ének , dalszerző , producer
- Shep Pettibone  – dalszerző, producer, szekvenálás , billentyűk , programok
- Anthony Shimkin – dalszerző, szekvenálás, billentyűk, programok
- Joe Moskowitz – billentyűzetek
- Paul Pesco  – gitárok
- Dennis Mitchell – hangmérnök
- Robin Hancock – hangmérnök
- George Karras – keverőmérnök
- Donna DeLory  – háttérvokál
- Niki Haris  – háttérvokál

## Slágerlista
| Slágerlista (1992–93)                  | Legjobb helyezések |
| -------------------------------------- | ------------------ |
| Ausztrália (ARIA)                      | 11                 |
| Ausztria (Ö3 Austria Top 40)           | 30                 |
| Belgium (Ultratop 50 Flanders)         | 10                 |
| Kanada Top Singles (RPM)               | 2                  |
| Kanada Adult Contemporary Tracks (RPM) | 21                 |
| Kanada Dance/Urban (RPM)               | 1                  |
| Denmark (IFPI)                         | 8                  |
| European Hot 100 (Billboard)           | 9                  |
| Finland (IFPI)                         | 4                  |
| Franciaország (Single Top 100)         | 17                 |
| Németország (Media Control Charts)     | 26                 |
| Iceland (Íslenski Listinn Topp 40)     | 13                 |
| Írország (IRMA)                        | 7                  |
| Italy (Musica e dischi)                | 1                  |
| Hollandia (Top 40)                     | 17                 |
| Hollandia (Single Top 100)             | 20                 |
| Új-Zéland (Recorded Music NZ)          | 9                  |
| Poland (LP3)                           | 22                 |
| Svédország (Sverigetopplistan)         | 22                 |
| Svájc (Schweizer Hitparade)            | 23                 |
| Egyesült Királyság (UK Singles Chart)  | 6                  |
| US Billboard Hot 100                   | 7                  |
| US Hot Dance Club Songs (Billboard)    | 1                  |
| US Hot Dance Singles Sales (Billboard) | 1                  |
| US Mainstream Top 40 (Billboard)       | 2                  |
| US Rhythmic (Billboard)                | 14                 |
| Zimbabwe (ZIMA)                        | 15                 |

| Slágerlista (1993)             | Helyezések |
| ------------------------------ | ---------- |
| Belgium (Ultratop 50 Flanders) | 95         |
| Canada Top Singles (RPM)       | 34         |
| Canada Dance/Urban (RPM)       | 31         |
| Netherlands (Dutch Top 40)     | 158        |
| US Billboard Hot 100           | 66         |

## Minősítések
| Ország                   | Minősítés | Eladás  |
| ------------------------ | --------- | ------- |
| Ausztrália (ARIA)        | arany     | 35.000  |
| Egyesült Királyság (BPI) |           | 136.854 |